# Трубайка
Трубайка — обезлюдевшая деревня в Пошехонского района Ярославской области. Входит в состав Пригородного сельского поселения.

## География
Деревня окружена сельскохозяйственными полями, лесами. Граничит с деревнями Брусничная, Коротыгино, Ескино. Рядом протекает река Соть.

## Население
| 2007 | 2010 |
| ---- | ---- |
| 0    | →0   |

### Историческая численность населения
По состоянию на 1859 год в деревне был 1 дом и проживало 14 человек.

## Инфраструктура
- Церковь Иконы Божией Матери Тихвинская (построена в 1900 году, заброшена. Была приписана к Успенской церкви в селе Владычное.)[4]